# NGC 566
NGC 566 je galaksija u zviježđu Ribe.

## Vanjske poveznice
- SEDS: NGC 0566